# Ристо Трифковић
Ристо Трифковић (Горажде, 21. новембар 1924 — 1992) био је српски приповједач, романсијер, есејист, књижевни историчар и критичар.
У књижевности јавио се 1945. године приповијетком "Шврћа" у "Сарајевском дневнику" за коју је добио прву награду, а од 1948. године интензивно се бавио књижевном критиком у бројним часописима и листовима. Приповијетке су му уврштене у прве зборнике прозе, а потом у бројне антологије објављене у бившој Југославији и у иностранству ( на руском, данском, италијанском, албанском, мађарском, пољском и чешком језику). Аутор је три избора босанскохерцеговачке поезије и антологије босанскохерцеговачке приповијетке. Редактор је изабраних дјела Предрага Палавестре. Писао је радио и ТВ драме. Први је у БиХ написао драму, коју је извела Телевизија Београд. Добитник је бројних признања и награда: Министарства просвјете 1947, Шестоаприлска награда града Сарајева 1963, Двадесетседмојулска награда СР БиХ 1966 , награда Удружења књижевника БиХ, награда издавачке куће "Свјетлост" 1979. године.

## Биографија
Ристо Трифковић рођен је 21. новембра 1924. године у Горажду. Основну школу завршио је у селу Заборку код Чајнича, гимназију похађао у Сарајеву, а Новинарску школу у Београду. Почетком октобра 1943. године одлази у народноослободилачку борбу. Послије ослобођења завршио је седми и осми разред гимназије у Сарајеву и објавио прву приповијетку "Шврћа" у часопису "Сарајевски дневник". На првом конкурсу за причу у ослобођеној земљи 1945. године, добио је прву награду. Потом је његова приповијетка "Како је Танасије Белезуб постао одредски кувар" награђена на књижевном конкурсу војног илустрованог вјесника "Фронт", септембра 1947. године. Приповијетка "Борци" добила је трећу награду на књижевном конкурсу "Илустрованог вијесника" у Сарајеву, маја 1946. године. Такође је за своју прву збирку приповиједака "Људи у одреду" награђен наградом Министарства просвјете Народне републике Босне и Херцеговине. Након завршетка рата стекавши књижевну репутацију по бројним часописима и листовима Трифковић постаје уредник "Зоре", омладинског часописа за књижевност и културу.
У току свог стваралачког рада Ристо Трифковић је сарађивао као новинар у "Сарајевском дневнику" и "Ослобођењу", а затим је био уредник "Народне просвијете", часописа "Живот" и издавачке куће "Свјетлост". Интензивно се бавио књижевном критиком, прво у омладинском књижевном часопису "Зора", а потом у бројним часописима и листовима, нарочито у "Животу", "Изразу", "Одјеку", "Летопису Матице српске", "Политици" и другим.

## Легат
Породица Риста Трифковића је у јуну 2014. године поклонила Матичној библиотеци његову личну библиотеку са 1204 књиге, 60 часописа, његове рукописе, преписку, награде, исјечке из новина, извјештаје, дописнице. Грађа је пописана у посебну књигу инвентара, смјештена у витрине и подијељена у 5 група.
Прву групу чини 1099 књига из белетристике различитих домаћих и страних аутора. У другој групи од 18 књига су Трифковићева сопствена дјела (11 наслова) и дјела у којима се Трифковић јавља као аутор (4 наслова). Трећа група су књиге којима је Трифковић био уредник (78 наслова, 83 примјерка). Новине и часописи, углавном из књижевности и умјетности, чине посебну четврту групу легата. Пету групу чини 1098 листова рукописа, преписке и личних дикумената, 215 исјечака из новина и један DVD.